# Korbußen
Korbußen là một đô thị ở huyện Greiz, ở bang Thüringen, Đức. Đô thị này có diện tích 7,22 km², dân số thời điểm ngày 31 tháng 12 năm 2006 là 498 người.